# Vittorio Caissotti di Chiusano
Vittorio Caissotti di Chiusano (ur. 5 sierpnia 1928  – zm. 31 lipca 2003) – włoski prawnik i działacz piłkarski. Pełnił urząd prezesa Juventusu w latach 1990–2003.